# 鐵甲人
《鐵甲人》（ジャイアントロボ）是日本漫畫家橫山光輝於小學館《週刊少年Sunday》1967年到1968年期間連載的漫畫作品。後來有改編成特攝電視劇、OVA、電視動畫等相關作品。

## 故事
草間大作乘船返回日本途中，於海上遭到怪物襲擊，全船沉沒。草間大作與另一生還乘客嵐十郎漂流至附近荒島。他們發現島上是由宇宙人哥羅丁大帝領導的世界犯罪集團－BF團的秘密基地。草間大作與嵐十郎發現此基地正在完成一具擁有智能電腦的巨型機械人GR1－鐵甲人。草間大作其後發現用於操控鐵甲人的手錶型傳訊器，更意外地用自己的聲音啟動了鐵甲人。從此草間大作便成了鐵甲人的操縱者。之後草間大作加入了嵐十郎所屬的麒麟情報局（Unicorn）。對抗BF團征服世界的野心。

## 角色

### 麒麟情報局
- 草間大作 (U7)
- 南十郎 (U3)
- 東（あずま）支部長 (U1)
- 西野美津子 (U5)
- マリー花村 (U6)

### BF團
- 哥羅丁大帝

## 機械設定
鐵甲人
哥羅丁大帝的BF團為征服世界而製造的第一號機械人。因草間大作成為其操縱者，反而變為世界的保衛者。
- 身高：30米
- 重量：500噸
- 動力：原子能
- 装備：背部火箭推進装置。最高飛行速度17馬赫。能於宇宙及水中活動。
- 耐熱：3000度
- 操縱方法：手錶型無線操縱機利用聲音話語來指示行動。與怪獸對戰時的具體的動作命令，鐵甲人都會自動的作出相應的動作。
- 電子腦：人工知能型的電子腦。最初輸入聲紋的命令後。人類的一般語言都能理解、接受命令之時，鐵甲人都會發出獨特的機械聲響作為回應。
- 武器裝備：十指機關炮、雷射死光、火燄噴射、火燄十字架、胸口飛彈、彈光幕

## 外部連結
- 橫山光輝官方網站 （页面存档备份，存于）（日語）